# Dunderklumpen!
Dunderklumpen! är en svensk, delvis animerad, familjefilm från 1974 i regi av Per Åhlin. Filmen är skriven av Beppe Wolgers och är baserad på en bilderbok för barn, Förtrollningar från 1969, av samma författare.
Filmen är en av titlarna i boken Tusen svenska klassiker (2009).

## Handling
Det är midsommarkväll på Öhn vid Ströms Vattudal i norra Jämtland. På en veranda sitter fadern och modern och dricker kaffe, och inne i huset sover den yngsta dottern Camilla. Då smyger den ensamme Dunderklumpen in i Camillas sovrum och väcker hennes dockor till liv, och beger sig iväg med dem.
Camillas storebror Jens och pappa Beppe följer efter Dunderklumpen genom midsommarnatten för att återfå leksakerna. När de hinner ikapp Dunderklumpen, då får de erfara en magisk midsommarnatt med många äventyr.

## Rollista
- Beppe Wolgers – pappa Beppe, vattenfallet, berättare
- Jens Wolgers – storebror Jens
- Kerstin Wolgers – mamma Kerstin
- Camilla Wolgers – lillasyster Camilla
- Halvar Björk – Dunderklumpen, jätten Jorm
- Håkan Serner – Lejonel
- Gösta Ekman – En-Dum-En
- Toots Thielemans – Pellegnillot
- Lotten Strömstedt – dockan
- Sif Ruud – Elvira Fattigan
- Birgitta Andersson – Blomhåret
- Stig Grybe – Enöga
- Hans Alfredson – humlan
- Bert-Åke Varg – huset som pratar

## Bakgrund
Filmen har hämtat inspiration från det jämtländska landskapet, då både jätten Jorm och Dunderklumpen (ett fjäll med samma namn) bär namn som kan knytas till trakterna kring Strömsund. En lättbegriplig form av jämtska talas också av dessa båda figurer, vilket således förstärker deras koppling till Jämtland och Strömsund. Namnen på figurerna kommer i många fall från Beppe Wolgers barn. Vissa, som t.ex. Pellegnillot, är barnens förvrängning av det italienska mineralvattnet Pellegrino.

## Eftermäle
Jätten Jorm finns som jättestaty på hembygdsgården i Strömsund, och Dunderklumpen används numera som en symbol för hela kommunen vid turistmarknadsföringen – "Dunderklumpslandet". Även den stora sommarmarknaden i Strömsund, Dundermarknaden, använder namnet, samt andra evenemang av olika slag.

### Fotnoter
1. 1 2 3 4 5 6 7 8 9 10 11 12 13 14  Dunderklumpen!, Svensk Filmdatabas, läs online, läst: 21 februari 2023.[källa från Wikidata]
2. 1 2  Dunderklumpen, Elonet (på engelska), läs online, läst: 21 februari 2023.[källa från Wikidata]
3. 1 2 3 4 5  Dunderklumpen!, Internet Movie Database, 1 januari 1977, läs online, läst: 21 februari 2023.[källa från Wikidata]
4. 1 2  Dunderklumpen, film-dienst (på tyska), läs online, läst: 21 februari 2023 .[källa från Wikidata]
5. ↑  
Wolgers, Beppe (1969). Förtrollningar. Stockholm: Sv. barn. Libris 8223632
6. ↑  Gradvall et al 2009, #404
7. ↑  Efter telefonsamtal med regissören Per Åhlin, 09:35, 10 Jan 2015
8. ↑  Jätten Jorm Arkiverad 25 december 2013 hämtat från the Wayback Machine. från Ströms hembygdsförening
9. ↑  "I Dunderklumpens spår" på Strömsunds kommun

### Webbkällor
- Dunderklumpen! på Svensk Filmdatabas
- "Dunderklumpen" från Strömsunds kommun